# Roger Motz
Roger Jean Henri Motz (Schaarbeek, 8 juli 1904 - Brussel, 27 maart 1964) was een Belgisch liberaal politicus.

## Levensloop
Motz was mijningenieur en beheerder van vennootschapen. Hij was van 1932 tot 1959 gemeenteraadslid van Schaarbeek.

In 1939 werd hij verkozen tot liberaal volksvertegenwoordiger voor Brussel en vervulde dit mandaat tot in 1946.
Tijdens de Tweede Wereldoorlog bevond hij zich in Engeland en behoorde hij tot de kleine groep parlementsleden die door de regering Pierlot voor allerhande zendingen werden ingezet. Hij behoorde tot wat men de sectie 'propaganda' en 'informatie' kon noemen.
Na de bevrijding werd hij op 26 november 1944 aangesteld tot voorlopig voorzitter van de Liberale Partij. In juni 1945 werd hij officieel verkozen als voorzitter, een functie die Motz bleef uitoefenen tot in januari 1953. In december 1958 werd Motz opnieuw voorzitter van de Liberale Partij, ditmaal tot in mei 1961, toen hij werd opgevolgd door Omer Vanaudenhove. Vanaudenhove vormde de partij enkele maanden later om tot de Partij voor Vrijheid en Vooruitgang. Van 1952 tot 1958 was hij bovendien voorzitter van de Liberale Internationale.
Hij werd in 1946 provinciaal senator voor Brabant en bleef dit tot aan zijn dood.
Hij was van 24 januari 1958 tot 26 juni 1958 minister van Economische Zaken in de Regering-Van Acker IV.
In 1958 werd hij benoemd tot minister van Staat.

## Samenwerking met Poolse inlichtingendienst
In de jaren 1950 onderhield Motz contact met de Służba Bezpieczeństwa , de Poolse inlichtingendienst. Hij stond bekend onder de codenamen 'sjeik' en 'sheriff'. Onder andere voor het delen van inlichtingen over Europese organisaties kreeg hij een financiële compensatie en via zijn bedrijf Belgarop kreeg hij een monopolie op de handel tussen de twee landen.

## Publicaties
- Belgium unvanquished, Londen, 1942.
- La Belgique invaincue, Londen, 1944.
- Angleterre et Belgique, Londen, 1944.